# Красногорский (Акмолинская область)
Красногорский (каз. Красногор) — посёлок в Есильском районе Акмолинской области Казахстана. Административный центр Красногорской поселковой администрации. Код КАТО — 114859100.

## География
Посёлок расположен в 30 км на север от районного центра города Есиль, близ реки Ишим. В 377 км от областного центра — Кокшетау.

## Население
В 1999 году население посёлка составляло 2090 человек (967 мужчин и 1123 женщины). По данным переписи 2009 года, в посёлке проживало 495 человек (210 мужчин и 285 женщин).
| Динамика численности населения | Динамика численности населения |
| 1999                           | 2009                           |
| ------------------------------ | ------------------------------ |
| 2090                           | ↘495                           |

## История
Возник в 1964 году как посёлок работников Красногорского уранового рудника. После истощения запасов урановой руды, посёлок был отнесен к категории не перспективных. В нём отключили дома от тепла, воды и света, закрыли больницу и школу. С 2009 года действует программа по переселению жителей посёлка в город Есиль.